# Windows Internet Naming Service
Der Windows Internet Naming Service oder Windows Internet Name Service, kurz WINS, ist eine Umsetzung des Netzwerkprotokolls NetBIOS over TCP/IP durch Microsoft. Anders als der Name vermuten lässt, wird WINS nicht im Internet, sondern in Local Area Networks verwendet.
Wie DNS dient WINS der zentralen Namensauflösung. Wenn ein Gerät ans Netz geht, registriert es seinen Namen und seine IP-Adresse automatisch beim WINS-Server. Ändert sich die IP-Adresse oder der Name des Geräts, ist deshalb kein manueller Eingriff nötig, wie er bei Lmhosts- oder Hosts-Dateien anfällt.
Im Unterschied zu DNS kann WINS keine Hierarchien abbilden. Zudem hat WINS ein Problem damit, veraltete Zuordnungen zu löschen. Der Abgleich mehrerer WINS-Server gestaltet sich schwierig. Microsoft empfiehlt, auf WINS-Server zu verzichten und ausschließlich DNS zur Namensauflösung einzusetzen, sofern diese nicht bedingt durch den Einsatz älterer Betriebssysteme oder Programme notwendig sind.
Im Juni 2017 wurde in der WINS-Implementierung aktueller Windows-Versionen eine Denial-of-Service-Lücke gefunden, mit der der WINS-Server zum Absturz gebracht werden kann. Da WINS von Microsoft seit langem als veraltet angesehen wird, wird diese Lücke auch nicht mehr behoben. Microsoft empfiehlt schon länger stattdessen die interne Namensauflösung im Netzwerk auf DNS umzustellen.
Eine außerhalb der Windows-Welt auch gebräuchliche Abkürzung ist NBNS – für NetBIOS Name Service.